# Генрік Б'єрдаль
Генрік Рервік Б'єрдаль (норв. Henrik Rørvik Bjørdal, нар. 4 лютого 1997 Олесунн, Норвегія) — норвезький футболіст, півзахисник клубу «Волеренга».
Грав у складі молодіжної збірної Норвегії.

## Ігрова кар'єра

### Клубна
Генрік Б'єрдаль народився у містечку Олесунн, що на західному узбережжі Норвегії. Там же він почав займатися футболом. У 2012 році молодого футболіста запросив до свого складу місцевий однойменний клуб. І вже в травні 2013 Б'єрдаль дебютував у першій команді у матчах Тіппеліги.
Провівши в команді три сезони, футболіст перейшов до англійського «Вест Бромвіч Альбіон». Але в основі англійського клубу норвежець не зіграв жодної гри. А 2017 рік провів на правах оренди у складі шведського «Гетеборга».
Відігравши ще два роки в бельгійській Лізі Жупіле у складі «Зюлте-Варегем», у 2020 році Б'єрдаль повернувся до Норвегії, де приєднався до складу столичної «Волеренги». Футболіст відіграв за команду лише третину матчів чемпіонату але це не завадило йому отримати бронзові нагороди Елітсерії.

### Збірна
Ще будучи гравцем «Олесунна» з 2014 року Б'єрдаль грав за юнацькі збірні Норвегії різних  вікових категорій. З 2015 по 2018 рік футболіст провів 14 ігор у складі молодіжної збірної, де відзначився двома забитими голами.